# Marie Guy-Stéphan
Marie-Antoinette Guy-Stéphan (Parigi, 18 novembre 1818 – Parigi, 20 agosto 1873) è stata una ballerina francese.

## Biografia
Marie-Antoinette Guy-Stéphan nacque a Parigi nel 1818, figlia del commerciante tedesco Johann-Baptiste Stéphan e Marie Joséphine Corroy. Esordì come ballerina di fila all'Opéra e al Grand Théâtre de Bordeaux, danzando anche a Londra e al Teatro alla Scala prima di trovare il successo sulle scene spagnole. 
Arrivò a Madrid nel 1843 e si affermò rapidamente come una delle ballerine più amate nella Spagna di metà Ottocento. Nel 1844 danzò nel ruolo dell'eponima protagonista nel primo allestimento spagnolo di Giselle, diventando anche acclamata interprete dell'opera di Marius Petipa, che le fece da partner sulle scene in una tournée. Allo stile classico appreso in Francia aggiunse una grande padronanza delle danze spagnolo e dell'uso delle nacchere, tanto da poter rivaleggiare con le migliori ballerine andaluse.
Negli anni 1850 fu prima ballerina del Teatro del Circo, a Madrid, dove fu agguerrita rivale di Sofia Fuoco: dato che Guy-Stéphan era la favorita del Marchese di Salamanca e Fuoco la ballerina preferita del generale Narvaez, la rivalità scenica sfociò in scontro politico. Nel 1853 tornò in Francia, calcando nuovamente le scene dell'Opéra national de Paris nella prima dell'Aelia et Mysis di Joseph Mazilier. Continuò a danzare per circa un decennio, al Théâtre Lyrique e al Théâtre de la Gaîté, apparendo anche nella prima assoluta di Néméa, ou l'Amour vengé di Arthur Saint-Léon nel 1864.